# Kanton Rabastens-de-Bigorre
Der Kanton Rabastens-de-Bigorre war bis 2015 ein französischer Wahlkreis im Arrondissement Tarbes, im Département Hautes-Pyrénées und in der Region Midi-Pyrénées; sein Hauptort war Rabastens-de-Bigorre. Sein Vertreter im Generalrat des Départements war zuletzt von 2008 bis 2015 Roland Dubertrand.

## Gemeinden
Der Kanton umfasste die Wahlberechtigten aus 24 Gemeinden: 
| Gemeinde              | Einwohner Jahr | Fläche km² | Bevölkerungsdichte | Postleitzahl | Code INSEE |
| --------------------- | -------------- | ---------- | ------------------ | ------------ | ---------- |
| Ansost                | 58 (2013)      | –          | – Einw./km²        | 65140        | 65013      |
| Barbachen             | 56 (2013)      | –          | – Einw./km²        | 65140        | 65061      |
| Bazillac              | 327 (2013)     | –          | – Einw./km²        | 65140        | 65073      |
| Bouilh-Devant         | 22 (2013)      | –          | – Einw./km²        | 65140        | 65102      |
| Buzon                 | 92 (2013)      | –          | – Einw./km²        | 65140        | 65114      |
| Escondeaux            | 270 (2013)     | –          | – Einw./km²        | 65140        | 65161      |
| Gensac                | 108 (2013)     | –          | – Einw./km²        | 65140        | 65196      |
| Lacassagne            | 232 (2013)     | –          | – Einw./km²        | 65140        | 65242      |
| Laméac                | 144 (2013)     | –          | – Einw./km²        | 65140        | 65254      |
| Lescurry              | 173 (2013)     | –          | – Einw./km²        | 65140        | 65269      |
| Liac                  | 201 (2013)     | –          | – Einw./km²        | 65140        | 65273      |
| Mansan                | 39 (2013)      | –          | – Einw./km²        | 65140        | 65297      |
| Mingot                | 92 (2013)      | –          | – Einw./km²        | 65140        | 65311      |
| Monfaucon             | 217 (2013)     | –          | – Einw./km²        | 65140        | 65314      |
| Moumoulous            | 41 (2013)      | –          | – Einw./km²        | 65140        | 65325      |
| Peyrun                | 87 (2013)      | –          | – Einw./km²        | 65140        | 65361      |
| Rabastens-de-Bigorre  | 1478 (2013)    | –          | – Einw./km²        | 65140        | 65375      |
| Saint-Sever-de-Rustan | 164 (2013)     | –          | – Einw./km²        | 65140        | 65397      |
| Sarriac-Bigorre       | 277 (2013)     | –          | – Einw./km²        | 65140        | 65409      |
| Ségalas               | 89 (2013)      | –          | – Einw./km²        | 65140        | 65414      |
| Sénac                 | 290 (2013)     | –          | – Einw./km²        | 65140        | 65418      |
| Tostat                | 482 (2013)     | –          | – Einw./km²        | 65140        | 65446      |
| Trouley-Labarthe      | 101 (2013)     | –          | – Einw./km²        | 65140        | 65454      |
| Ugnouas               | 72 (2013)      | –          | – Einw./km²        | 65140        | 65457      |

## Bevölkerungsentwicklung
| 1962 | 1968 | 1975 | 1982 | 1990 | 1999 | 2006 |
| ---- | ---- | ---- | ---- | ---- | ---- | ---- |
| 4365 | 4229 | 4123 | 4496 | 4518 | 4470 | 4754 |